# Pellafol
Pellafol este o comună în departamentul Isère din sud-estul Franței. În 2009 avea o populație de 643 de locuitori.

## Evoluția populației
| An        | 1975 | 1982 | 1990 | 1999 | 2006 | 2009 |
| --------- | ---- | ---- | ---- | ---- | ---- | ---- |
| Populație | 331  | 362  | 377  | 420  | 594  | 643  |